# Casa del General Josep de Moragues
La Casa del General Josep de Moragues és una obra de Sort (Pallars Sobirà) inclosa a l'Inventari del Patrimoni Arquitectònic de Catalunya.

## Descripció
Casa de noble aspecte, situada al Carrer Major, amb façana que mira a ponent en un lateral de la coberta de teula a dues aigües. Integren la casa la planta baixa, on s'obren tres porxades, i tres pisos. Als dos primers pisos s'obren al Carrer Major una finestra al centre i dos balcons, un a cada extrem, mentre que el darrer pis presenta tres finestres. La façana es troba recoberta per un arrebossat de guix i decorada per requadres i medallons de relleu. Un escut d'armes presideix la llinda de la porta. Sobre els arcs del porxo, una inscripció recorda que aquesta fou de Josep de Moragues, considerat fill de la vila, si bé segons la G.E.C. nasqué a Joanetes (Garrotxa) i vingué a viure a Sort després de contraure matrimoni amb Magdalena de Giralt, família que posseïa el senyoriu del llogarret de Bressui.

## Història
Sigui com sigui, el cert és que el general Josep Moragues es destacà durant la Guerra de Successió a favor de l'arxiduc Carles amb la defensa de Sort, la presa de la Seu d'Urgell i la cruel mort que sofrí per la seva fidelitat a la causa. El general Moragues resistí a Sort fins després de finalitzada la guerra en què ell i les seves tropes sucumbiren heroicament a l'ofensiva del marques de Bona en batalla que tingué lloc prop del poble de Tornafort.